# Colegio Obispo Viard
El colegio Obispo Viard, también conocido como Colegio Viard o BVC es una escuela secundaria mixta (7-13 años), ubicada en Porirua, Nueva Zelanda. El colegio está ahora integrado en el Sistema Privado condicional de integración escolar desde 1975.

## Historia
La universidad fue fundada en 1968 por el cardenal Pedro McKeefry, arzobispo de Wellington, y fue atendida por los Padres Asuncionistas y hermanas Brígidas. La escuela lleva el nombre de Philippe Viard, el primer obispo católico de Wellington Originalmente la escuela constaba de dos instituciones (para niños y niñas) en el mismo sitio, sin embargo se convirtió en una sola unidad coeducacional en 1975.
La escuela celebró su jubileo 40 en 2008.